# Delfine (2000)
Delfine (Originaltitel: Dolphins) ist ein US-amerikanischer Dokumentarfilm aus dem Jahr 2000.

## Handlung
Der IMAX-Film stellt das Leben von wilden Delfinen vor, die vor den Bahamas leben. Eine Gruppe von Meeresbiologen (Kathleen Dudzinski, Dean Bernal und Alejandro Acevedo-Gutiérrez sowie Louis Herman und Bernd Wursig) taucht zu den Tieren und zeigt ihre Lebensweise. Das Hauptaugenmerk liegt auf der Kommunikation der Tiere miteinander und ihrer Intelligenz. Auch ihre Fressgewohnheiten und ihre Reaktion auf Menschen werden aufgezeigt.

## Hintergrund
Die Uraufführung fand am 14. April 2000 statt. Der Schauspieler Pierce Brosnan ist in der Originalversion der Sprecher des Films.

## Kritiken
Variety zeigte sich überrascht von der Fähigkeit des Films, überschäumende Reaktionen hervorzurufen, während die Intention, einen tieferen Einblick zu geben, ihm einen dauernden Wert verleihe. Wesley Morris vom San Francisco Chronicle bemängelte, der Film gehe nicht auf die Probleme der Umweltverschmutzung und des Fischfangs ein. Marjorie Baumgarten vom Austin Chronicle lobte die Informationsfülle des Films, wobei die Unterwasser-Kameraarbeit besonders faszinierend sei.

## Auszeichnungen
2001 war der Film in der Kategorie Bester Dokumentar-Kurzfilm für den Oscar nominiert. Weitere Nominierungen gab es für den IDA-Award der International Documentary Association und den Golden Reel der Motion Picture Sound Editors.

## Filmvorführung
Im Technik-Museum Speyer wird der Film noch immer (Stand: März 2020) mit deutschen Ton täglich um 12 Uhr im IMAX Dome Kino aufgeführt. Es ist das letzte "echte" IMAX-Kino mit Leinwandkuppel.

## DVD (Deutschland)
Die DVD-Veröffentlichung in Deutschland erfolgte mit dem deutschen sowie dem originalen englischen Audiotrack. Eine Bonus-DVD-ROM enthielt eine 720p Veröffentlichung im WMV-HD Format die durch Online-DRM geschützt ist. Mit der Firma Image Entertainment verschwand jedoch der Lizenzserver für diese und andere IMAX-DVDs, so dass diese Version des Films nicht mehr abgespielt werden kann.